# 長沼城 (信濃国)
長沼城（ながぬまじょう）は、長野県長野市穂保にあった日本の城。戦国時代には上杉氏と武田氏の戦いの舞台となり、江戸時代には長沼藩の藩庁が置かれた。

## 概要
築城の時期は明確ではないが、太田荘の地頭職を鎌倉時代以来相伝してきた島津氏の一族信濃島津氏が、室町時代に土着して勢力を伸ばし、最初に築いた城といわれている。築城時は堀と土塁で囲んだ館のようなものであったようである。

## 武田信玄方時代
弘治3年（1557年）、武田信玄の北信濃侵攻に伴い、島津忠直 (信濃島津氏)は難を避けて北の大倉城に逃れた。弘治元年（1555年）、永禄4年（1561年）、永禄11年（1568年）の三回にわたって改修、修復が行われ馬場信春によって本格的な城郭として改築された。

## 武田家前進基地として
永禄11年(1568年)、武田氏の支配下では足軽大将の原与左衛門尉勝重・市川等長（梅隠斎）らが守将として配置された。川中島の戦いから7年後、武田軍は本拠地を海津城から長沼城 (信濃国)に移して飯山城など北信濃の攻略の前線基地にしたとされる。江戸時代に描かれた「長沼古城の図」は平城で東方を千曲川で防御し、西南に武家屋敷、北方に大手門と冠木門で固める小規模ながら近世城郭に近い総構えであったとされる。

## 武田氏滅亡以降
天正10年（1582年）3月、織田家の甲州征伐によって、武田氏が滅び、織田家臣の森長可が海津城に入り、その支配下の城となった。同年6月には織田信長が本能寺の変で倒れると、武田遺領を巡る天正壬午の乱となって、芋川氏など土豪一揆に攻撃されて撤退し越後から侵攻した上杉景勝の支配する城となり、天正10年（1582年）、島津忠直 (信濃島津氏)が入城した。

## 安土桃山時代
慶長5年（1600年）には上杉氏の転封に伴って島津氏は会津に去り、長沼城周辺が豊臣秀吉の蔵入地となった。

## 江戸時代
徳川家康によって新たに川中島藩13万6500石の領主となって海津城に入った森忠政の配下である各務元正、各務元峯親子の居城となった。江戸時代に入った慶長8年（1603年）には森氏の転封によって長沼藩1万8000石の佐久間氏が入城した。
元禄元年（1688年）に佐久間氏が幕命に従わなかったとして改易された後、佐久間氏4代で廃城となった。

## 構造
東に千曲川を天然の堀とし、本丸と二の丸を持つ平城である。

## 遺構
度重なる千曲川の洪水のために城址の大部分は流失してしまっている。
貞心寺の付近に小さな盛り土があり、そこが本丸跡であるといわれている。そこに「長沼城跡」と記された碑や、石塔、祠などがある。東側は千曲川まで、西側は現在の県道368号あたりまで、北側は守田神社のあたりまでが城域であったと考えられている。